# Bellegarde, Gard
Bellegarde là một xã trong tỉnh Gard thuộc vùng Occitanie phía nam Pháp. Khu vực này có độ cao 10 mét trên mực nước biển.